# خاچیک صافاریان
خاچیک الویی صافاریان (ارمنی: Խաչիկ էլոյի Սաֆարյան؛ زادهٔ ۱ آوریل ۱۹۳۲ - درگذشته ۵ ژوئن ۲۰۰۱) یک سیاستمدار، دانشمند، نویسنده و روزنامه‌نگار اهل ارمنستان بود که از تاریخ ۱۹۹۵ تا تاریخ ۱۹۹۹ سمت نمایندگی دوره اول مجلس ملی جمهوری ارمنستان را برعهده داشت. وی پیشتر از تاریخ ۱۹۹۰ تا تاریخ ۱۹۹۵ سمت نمایندگی دوره اول شورای عالی جمهوری ارمنستان را برعهده داشت.

## زندگی‌نامه
در ۱ آوریل ۱۹۳۲ در نرکین بازمابرد به دنیا آمد و از دانشگاه ملی علوم کشاورزی ارمنستان فارغ‌التحصیل شد. وی در دانشگاه ملی علوم کشاورزی ارمنستان فعالیت می‌کرد.  وی در ۵ ژوئن ۲۰۰۱ در سن ۶۹ سالگی در ایروان درگذشت.

## نگارخانه

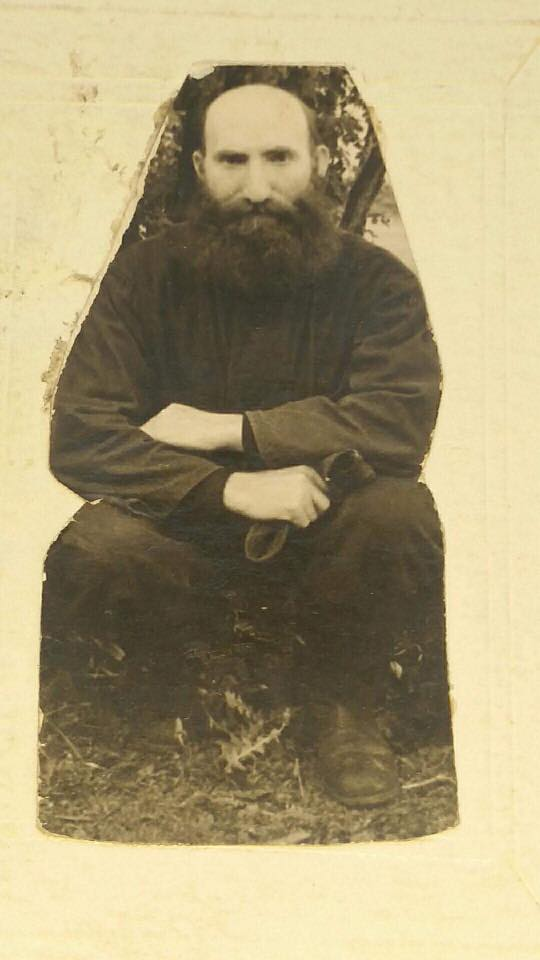